# Municipio de Hilliar
El municipio de Hilliar (en inglés, Hilliar Township) es un municipio del condado de Knox, Ohio, Estados Unidos. Tiene una población estimada, a mediados de 2021, de 3806 habitantes.

## Geografía
Está ubicado en las coordenadas 40°18′39″N 82°42′2″O / 40.31083, -82.70056 (40.310819, -82.700424). Según la Oficina del Censo de los Estados Unidos, tiene una superficie total de 67.5 km², de la cual 67.3 km² corresponden a tierra firme y 0.2 km² son agua.

## Demografía
Según el censo de 2020, en ese momento había 3781 personas residiendo en la zona. La densidad de población era de 56.2 hab./km². El 94.58 % de los habitantes eran blancos, el 0.53 % eran afroamericanos, el 0.05 % eran amerindios, el 0.19 % eran asiáticos, el 0.03 % era isleño del Pacífico, el 0.50 % eran de otras razas y el 4.13 % eran de una mezcla de razas. Del total de la población, el 1.16 % eran hispanos o latinos de cualquier raza.